# Korsaranthus natalensis
Korsaranthus natalensis är en havsanemonart som först beskrevs av Oscar Henrik Carlgren 1938.  Korsaranthus natalensis ingår i släktet Korsaranthus och familjen Actiniidae. Inga underarter finns listade i Catalogue of Life.

## Bildgalleri

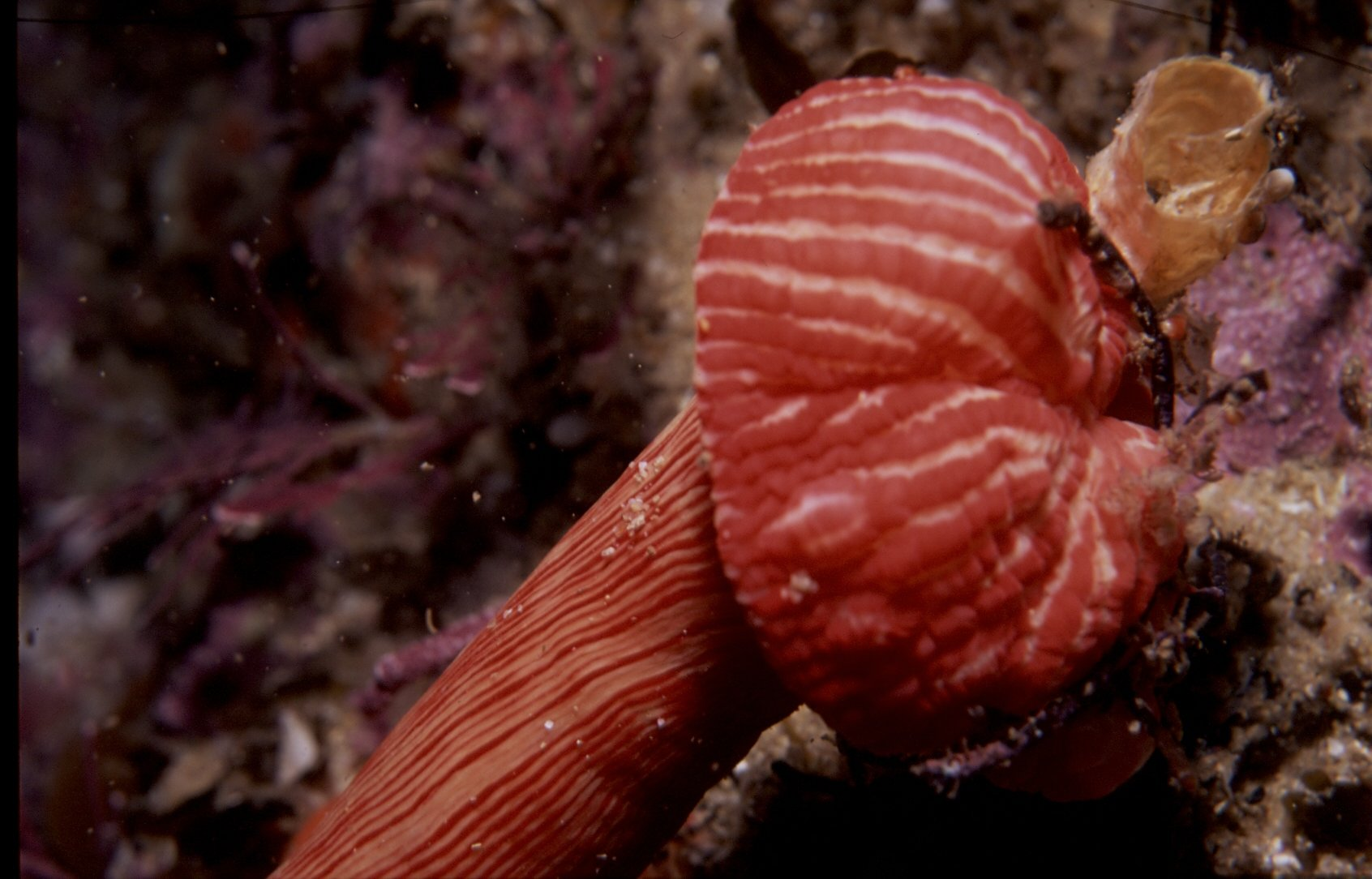